# Distrito electoral local 16 de Chiapas
El XVI Distrito Electoral de Chiapas, Distrito de Huixtla, Distrito XVI o XVI Huixtla es uno de los 24 distritos electorales uninominales de Chiapas. Su cabecera distrital es la ciudad de Huixtla.
Se conforma por los siguientes municipios:
- Huixtla (cabecera)
- Acacoyagua
- Acapetahua
- Escuintla
- Mazatán
- Huehuetán
- Tuzantán
- Villa Comaltitlán